# Strana Sascha
Strana Sascha (russischer Originaltitel Страна Саша, englischer Titel The Land of Sasha) ist ein Jugendfilm von Julija Trofimowa, der im Februar 2022 im Rahmen der Filmfestspiele in Berlin seine Premiere feierte. Er basiert auf dem gleichnamigen Roman von Gala Usrjutowa.

## Handlung
Es ist 2021, und Sascha lebt zusammen mit seiner Mutter Sofija in Kaliningrad. Der Vater hat sie verlassen, als er drei Jahre alt war. Seine Mutter drängt ihn, sich endlich an der Uni einzuschreiben. Der etwas ältere Max ist Künstler und sprayt Graffiti. Regelmäßig hilft Sascha ihm dabei. Von seinem Vater Igor will der Junge nichts wissen.
Eines Tages lernt seine Mutter Max kennen. Sie macht sich zwar Sorgen, weil er deutlich älter als ihr Sohn ist, allerdings hält sie ihn für nicht zu alt, um mit ihm heimlich eine Affäre zu beginnen. Saschas Onkel Roma denkt, er solle zur Armee gehen, wie andere junge Männer, die keine Weicheier sind. Max hingegen, der mit der Kunst sein Geld verdient, bestärkt ihn in seinem kreativen Talent.
Gleich an dem Tag, an dem Sascha seinen Job in einer psychiatrischen Klinik beginnt, wo er eine Wand im Wartebereich bemalen soll, lernt er ein Mädchen namens Schenja kennen. Auf Rat ihres Arztes soll sie mit dem ersten Menschen reden, dem sie begegnet, um ihre sozialen Ängste zu überwinden. Sie gehen spazieren, und er bringt sie nach Hause. Die beiden treffen sich nun öfter, weil sie einfach gut miteinander können. Als er Schenja zuhause besucht, lernt er auch deren Eltern kennen. Beide Teenager sind kreativ und an Musik interessiert. Sascha zeigt ihr seine Skizzen, Schenja spielt Ukulele, kann toll singen und würde gerne Modedesign studieren.
Schnell kommt es zum ersten Kuss, und als ihre Eltern einmal zwei Tage weg sind, haben sie zum ersten Mal auch Sex.

## Literarische Vorlage

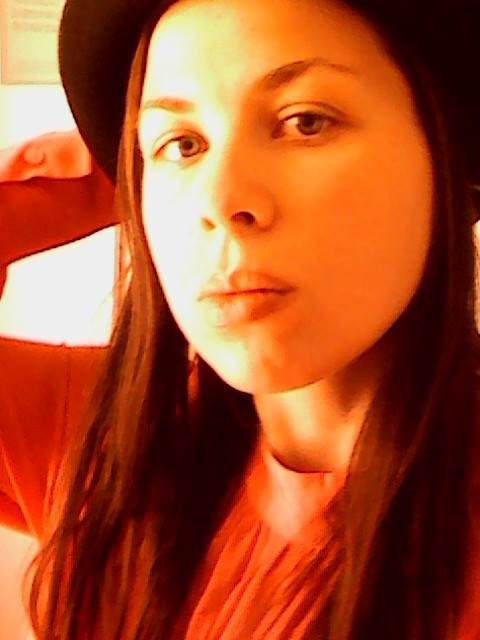
Der Film basiert auf dem Buch Strana Sascha von Gala Usrjutowa

Der Film basiert auf dem Buch Strana Sascha von Gala Usrjutowa aus dem Jahr 2019.

## Produktion
Regie führte Julija Trofimowa, die gemeinsam mit Jelisaweta Tichonowa und Marija Schulgina auch Usrjutowas Buch für den Film adaptierte. Strana Sascha ist Trofimowas Langfilmdebüt. Ihre vorherigen vier Kurzfilme wurden bei Filmfestivals auf der ganzen Welt gezeigt. Das russische Publikum kennt sie zudem aus der Fernsehserie Instalife.
Als Produzenten fungierten Konstantin Fam und Katerina Michailowa. Gemeinsam hatten sie mit Vega Film bereits Conference von Iwan Twerdowski produziert.
Erste Vorstellungen des Films erfolgen ab 15. Februar 2022 bei den Filmfestspielen in Berlin, wo er in der Sektion Generation gezeigt wurde. Der Kinostart in Russland erfolgte am 14. Juli 2022.

## Auszeichnungen
Internationale Filmfestspiele Berlin 2022
- Nominierung im Wettbewerb Generation 14plus[7]